# Big Cass
William Morrissey (ur. 16 sierpnia 1986 w Nowym Jorku) – amerykański wrestler, pracujący obecnie dla federacji All Elite Wrestling (AEW), gdzie jako „The Redwood” Big Bill jest członkiem stajni The Learning Tree.
Znany jest ze swoich występów w brandzie Raw federacji WWE pod pseudonimem ringowym Big Cass, będącym modyfikacją jego poprzedniego pseudonimu – Colin Cassady. Występował również na scenie niezależnej pod pseudonimem Cass XL.

## Dzieciństwo
Morrissey urodził się i wychował w dzielnicy Queens miasta Nowy Jork. Ma włoskie i irlandzkie korzenie. Uczęszczał do Archbishop Molloy High School, będąc w liceum grał w szkolnej drużynie koszykówki, udzielał korepetycji rówieśnikom, podejmował się wolontariatu w schronisku dla bezdomnych, był też członkiem National Honor Society. Grając w koszykówkę na ulicznych boiskach na Manhattanie poznał swojego przyszłego tag-team-partnera – Erica Arndta, znanego szerzej jako Enzo Amore.
Po zakończeniu nauki w liceum podjął studia medyczne na Uniwersytecie Nowojorskim, wkrótce jednak przeniósł się na studia ekonomiczne. Przez cztery lata studiów grał na pozycji środkowego uniwersyteckiej drużyny koszykarskiej – NYU Violets.
Po ukończeniu studiów Morrissey założył firmę specjalizującą się w sprzedaży biletów.

## Kariera wrestlera

### Wczesna kariera (2010–2011)
Morrissey rozpoczął karierę wrestlera w 2010. Zadebiutował pod pseudonimem ringowym Big Bill Young w federacji World of Unpredictable Wrestling (WUW), którą prowadził jego trener – Johnny Rodz.

### WWE

#### Florida Championship Wrestling (2011–2012)
W czerwcu 2011 ogłoszono, że Morrissey podpisał kontrakt z WWE. Został przydzielony do ówczesnej rozwojówki federacji – Florida Championship Wrestling (FCW) i przyjął pseudonim Colin Cassady. Zadebiutował 4 września 2011, przegrywając walkę z Richiem Steamboatem. Podczas pobytu w FCW nie odniósł większych sukcesów; swoją pierwszą wygraną odnotował 11 marca 2012, w walce z Kennethem Cameronem. Ostatnią walkę w FCW TV odbył 7 lipca 2012; pokonał Aidena Englisha.

#### NXT (2012–2016)
Cassady zadebiutował w NXT 5 czerwca 2013; w swojej pierwszej walce przegrał z Masonem Ryanem. Niedługo później Cassady uformował tag team z Enzo Amorem, który również rywalizował z Ryanem.
Cassady i Amore kontynuowali feud z Masonem Ryanem; obydwoje zostali pokonani w solowych walkach, lecz udało im się wygrać w 2-on-1 Handicap matchu przeciwko rywalowi. Wkrótce Amore i Cassady rozpoczęli rywalizację z Alexandrem Rusevem, Sylvestrem Lefortem i Scottem Dawsonem. 25 września Amore i Cassady wzięli udział w Gauntlet matchu o miana pretendenckie do NXT Tag Team Championship; zostali pokonani przez The Ascension.

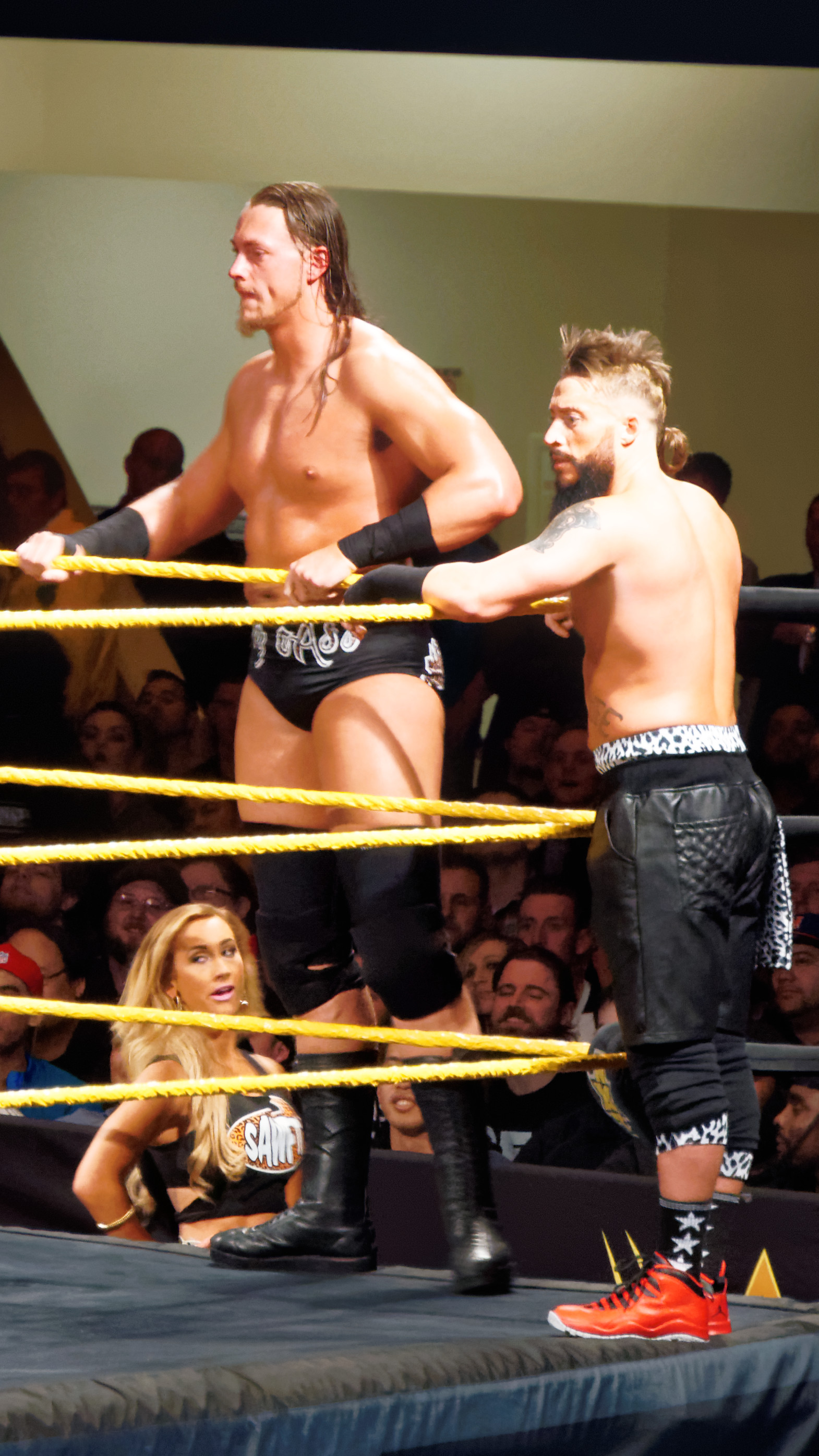
Amore i Cassady z ich menadżerką Carmellą w marcu 2015

W listopadzie 2013 Amore złamał nogę, w wyniku czego przez kilka następnych miesięcy Cassady walczył jedynie w walkach jeden na jednego. Amore powrócił do telewizji 26 czerwca 2014 i uratował Cassady’ego przed atakiem ze strony Sylvestra Leforta i Marcusa Louisa. W sierpniu Amore i Cassady wzięli udział w turnieju o NXT Tag Team Championship; zostali pokonani w drugiej rundzie. Lefort i Louis kontynuowali rywalizację z Amorem i Cassadym; zaatakowali ich i ostrzygli brodę Amore. Ten wyzwał Leforta do walki, której przegrany zostałby ogolony na łyso. Amore wygrał walkę z Lefortem na gali NXT TakeOver: Fatal 4-Way, lecz przegrany uciekł z areny. Ucierpiał na tym jego partner – Amore i Cassady wygolili mu włosy i brwi.
Jesienią 2014 Amore i Cassady uformowali sojusz z debiutującą Carmellą. Według scenariusza, Enzo i Cass przyczynili się do zwolnienia Carmelli z zakładu fryzjerskiego. W ramach rekompensaty za wyrządzone jej krzywdy, Carmella wymusiła na drużynie pomoc w dostaniu się do WWE. Przez kolejne tygodnie Amore i Cassady byli przedstawiani jako trenerzy Carmelli. W marcu 2015 rozpoczęli rywalizację z mistrzami NXT – Blakiem i Murphym. 11 marca Amore i Cassady pokonali The Lucha Dragons, przez co stali się pretendentami do NXT Tag Team Championship. Enzo i Cass otrzymali walkę o mistrzostwa na gali NXT TakeOver: Unstoppable, lecz przegrali po interwencji Alexy Bliss. Na NXT TakeOver: London po raz kolejny przegrali walkę o pasy, tym razem mierząc się z Dashem Wilderem i Scottem Dawsonem. Na gali WWE Roadblock przegrali starcie rewanżowe przeciwko Wilderowi i Dawsonowi.

#### Raw (2016–2018)
4 kwietnia 2016, podczas odcinka Raw, Amore i Cassady zadebiutowali w głównym rosterze WWE i skonfrontowali się z The Dudley Boyz. Wzięli udział w turnieju o miana pretendenckie do WWE Tag Team Championship. Na gali Payback zmierzyli się z The Vaudevillains w finale turnieju; walka zakończyła się bez rezultatu po tym, jak Amore doznał wstrząśnienia mózgu. W maju pseudonim ringowy Cassady'ego został skrócony do Big Cass. Na Money in the Bank Enzo i Cass wzięli udział w Fatal 4-Way matchu o WWE Tag Team Championship, lecz nie udało im się zdobyć mistrzostwa. Po gali rozpoczęli rywalizację z ugrupowaniem The Club, jednocześnie łącząc siły z Johnem Ceną.
W lipcu, w wyniku WWE Draftu, Enzo i Cass stali się członkami brandu Raw. Po gali Battleground Enzo i Cass rozpoczęli rywalizację z Chrisem Jericho i Kevinem Owensem, co doprowadziło do przegranego starcia na gali SummerSlam. Dzięki wygranej walce podczas odcinka Raw z 22 sierpnia Cass zakwalifikował się do Fatal 4-Way Elimination matchu o WWE Universal Championship. Następnego tygodnia na Raw wziął udział w walce z Kevinem Owensem, Romanem Reignsem i Sethem Rollinsem, lecz nie udało mu się zdobyć mistrzostwa. 7 listopada na Raw ogłoszono, że Enzo i Cass będą członkami tag-teamowej drużyny Raw w międzybrandowym starciu na Survivor Series. Starcie na gali wygrała drużyna czerwonej tygodniówki. Po Survivor Series Enzo i Cass rozpoczęli rywalizację z Rusevem i jego żoną Laną. Kobieta podstępem zaprowadziła Amore do pokoju hotelowego, gdzie został pobity przez Ruseva. Cass przegrał walkę z Rusevem podczas pre-showu gali Roadblock: End of the Line.
Na Royal Rumble Cass zawalczył w Royal Rumble matchu; dołączył do walki z numerem pierwszym i został wyeliminowany przez Brauna Strowmana. Na gali Fastlane w lutym 2017 Enzo i Cass przegrali starcie o WWE Raw Tag Team Championship przeciwko Luke'owi Gallowsowi i Karlowi Andersonowi. Na WrestleManii 33 wzięli udział w Fatal 4-Way Tag Team Ladder matchu o Raw Tag Team Championship z Andersonem i Gallowsem, Cesaro i Sheamusem oraz powracającymi The Hardy Boyz (Mattem i Jeffem Hardymi), którzy ostatecznie zdobyli mistrzostwa. Podczas kolejnego odcinka Raw przegrali starcie o miano pretendenckie do tytułów, nie udało im się też wygrać Tag Team Turmoilu podczas odcinka z 8 maja.
Podczas odcinków Raw w maju Amore został dwukrotnie zaatakowany na zapleczu, a tuż po Extreme Rules ofiarą kolejnego ataku stał się Cass. O ataki oskarżono Big Showa, ten jednak wszystkiemu zaprzeczył. 19 czerwca, używając nagrań z kamer monitoringu, Corey Graves ujawnił, że za atakami na Amore stał sam Big Cass, który później upozorował napaść na samego siebie, by zrzucić winę na Big Showa. Cass przyznał się do winy, wyrażając niezadowolenie ze współpracy z Amorem, po czym zaatakował partnera, przechodząc heel turn i rozwiązując drużynę. Na Great Balls of Fire wygrał pojedynek z Amore i wkrótce rozpoczął rywalizację z Big Showem. Na SummerSlam pokonał rywala, mimo interwencji ze strony zamkniętego w klatce nad ringiem Amore. 21 sierpnia Cass zmierzył się z byłym partnerem w walce bez dyskwalifikacji; podczas walki zerwał więzadło krzyżowe, pojedynek został przerwany, a późniejsza diagnoza wykazała, że Cass będzie musiał pauzować przez najbliższe dziewięć miesięcy.
Został zwolniony 18 czerwca 2018 roku.

## Życie prywatne
Spotykał się z wrestlerką WWE Carmellą. Rozstali się w 2018 roku.
Morrissey jest zwolennikiem Partii Republikańskiej i wspiera rządy Prezydenta Donalda Trumpa.

## Mistrzostwa i osiągnięcia
- Pro Wrestling Illustrated
  - 93. miejsce rankingu PWI 500 w 2017[58]
- WWE NXT
  - NXT Year-End Awards (1 raz)
    - Tag Team roku (2015) z Enzo Amore[59]